# Okhre
Okhre (nep. ओख्रे) – gaun wikas samiti we wschodniej części Nepalu w strefie Kośi w dystrykcie Bhojpur. Według nepalskiego spisu powszechnego z 2001 roku liczył on 575 gospodarstw domowych i 2798 mieszkańców (1496 kobiet i 1302 mężczyzn).